# Алиев, Таир Джаббар оглы
Таир Джаббар оглы Алиев (азерб. Tahir Cabbar oğlu Əliyev) — азербайджанский кинорежиссёр, продюсер и сценарист.

## Биография
Таир Алиев родился 28 апреля 1975 года в Баку. Образование получил (1993-1998 гг.) в Азербайджанском Государственном Университете Культуры и Искусств на факультете кинорежиссуры (в мастерской Джамиля Кулиева). Стамбульский университет Бейкент магистр по киноведению (2012-2014 гг.). Работал как ассистент режиссёра в киностудии «Азербайджанфильм» (1995-2000 гг.), режиссёр в творческом объединении «Азербайджантелефильм» 2003-2007 гг.), режиссёр на телеканале AzTV в департаменте «Специальные проекты» (2007-2008 гг.). С 2008 года работает режиссёром-постановщиком на киностудии «Салнаме». С 2016 года художественный руководитель творческие объединения  "Аранфильм".
Учредитель и директор кино-центра «Нова-Горица, представитель от Азербайджана в Обществе Дружбы Словения-Азербайджан. Был участником Международных Кинофестивалей в Минске, Санкт-Петербурге, Бурсе. Член Союза Кинематографистов Азербайджана и стран СНГ и Гильдии профессиональных кинорежиссеров. Лауреат Кинофорума «Золотой Витязь».

## Награды
- Республиканская «Молодежная премия» (2005 г.),
- Награждён премией за успехи в кинематографе «Лучший режиссёр документалист года» 2005 год (Баку)
- V Международный Аудио-Визуальный Кинофестиваль, 2005 (Баку)
- V Волоколамский Международный Кинофестиваль (награда прессы) 2007 (Москва)
- VII Международный Аудио-Визуальный Кинофестиваль (специальная премия), 2007 (Баку)
- V Евразийский Международный Кинофестиваль (диплом I-ой степени) 2009 (Севастополь)
- XVIII  Кицкнофорум «Золотой Витязь» (диплом) – 2009 (Липек)
- IV «Человек и Война» Международный Кинофестиваль (приз) – 2009 (Екатеринбунг)
- Специальный диплом факультета Образования Эрзурумского Университета им., Ататюрка.
- Почетное Награда города Ново-Горица Сербской Республики – 2010 (Нова-Горица)
- Специальный диплом Международного Кинофестифаля «Мир знаний» - 2010 (Санкт-Петербург)
- Международный Кинофестиваль «Имени С.Бондарчука» (приз) – (Волоколамск)
- XX-ый Кинофорум «Золотой Витязь» (диплом) – 2011 (Курск)
- Диплом Карского Университета – 2012 (Карс)
- Специальный диплом общества содружества «Германия-Азербайджан» - 2012 (Баку)
- Награда Союза Кинематографистов Азербайджана (диплом) – 2014 (Баку)
- Кинематографическая премия Союза кинематографистов Азербайджана (2014)[1]
- XI Международный Евразийский Кинофестиваль (диплом) – 2015 (Севастополь)
- Награда и памятная медаль «В честь 70-й годовщины Победы в Великой Отечественной войне» Президента Российской Федерации за вклад в кино по теме о Великой Отечественной войне – 2015 (Москва)[2]
- 2015 году Таир Алиев был получил награду и памятную медаль «В честь 70-летней годовщины победы в Великой Отечественной войне 1941-1945гг» за вклад в кино по теме о Великой Отечественной войне.[3]
- Кино награда «Гызыл Пери», лучший телевизионный фильм года – 2015 (Баку)[4]
- Памятная медаль за укрепление Азербайджанско-Польских отношений – 2016 (Варшава)
- Кинофестиваль имени Расима Оджагова, Лучший художественный фильм – 2018 (Шеки)[5]

## Фильмография

### Режиссёрские работы
- 1998 — Весенняя погода
- 2004 — Свой среди чужих
- 2005 — Академик Юсиф Маммедалиев
- 2005 — Наими
- 2006 — Куклы, люди
- 2006 — Безграничное сердце
- 2007 — Цветок пустыни
- 2008 — София
- 2008 — Его звали «Михайло»[6]
- 2009 — Азербайджанец из Парижа
- 2010 — Из Каспия до Дуная[7]
- 2010 — Кязим Карабекир Паша[8]
- 2010 — Я вас очень люблю
- 2011 — Осень 21-го года
- 2011 — Воробьиные крохи
- 2012 — Забытый партизан[9]
- 2013 — Тбилисо
- 2014 — Утомленные звуком
- 2014 — Письма из Парижа[10]
- 2014 — От Кавказа до Аппенин
- 2015 — Немое время
- 2015 — Из Дуденги до Мюнхена
- 2015 — Полковник[11]
- 2016 — Командировка навечно — актер, консультант